# Vendidad
Le Vendidad ou Videvdat est un recueil de textes (IIIe s. av. J.-C. ? IIIe s. ?) faisant partie de l’Avesta.
Son nom vient de la contraction de Vî-Daêvô-Dāta, signifiant en avestique « donné contre les démons ». Ainsi que le suggère ce nom, le Vendidad est une énumération des différentes manifestations des esprits démoniaques, et des manières de les écarter.

### Traductions en français
- Abraham Hyacinthe Anquetil du Perron, Vedidad-Sadé dans Zend-Avesta, ouvrage de Zoroastre, t. I, §2, 1771.
- Charles de Harlez, Avesta. Livre sacré du zoroastrisme. Traduit du texte zend, Maisonneuve, 1881, p. 3 sq.
- James Darmesteter, Le Zend-Avesta, Adrien Maisonneuve, 1892-1893, rééd. 1960, t. II : Vendidad, Yashts, Khorda Avesta.

### Études
- Émile Benveniste, "Que signifie Vidēvdāt?", in W. B. Henning, Memorial Volume, London, 1970, 1996, p. 37-42.
- Mary Boyce, A History of Zoroastrianism, vol. I : The Early Period, Leyde, Brill, 1975, pp. 294-330.